# 宜蘭酒廠阿蘭城集水井
宜蘭酒廠阿蘭城集水井位於宜蘭縣員山鄉，2012年7月23日公告為縣定古蹟。

## 指定理由
1. 集水井為宜蘭酒廠早期釀製紅露酒的主要水源，水井壁體保存良好，水源仍充足，見證宜蘭產業發展，具歷史文化意義。
2. 以寛口淺井的設計及利用地勢落差的自然送水方式，展現了宜蘭水資源及地形環境特色，因此具保存價值。
3. 為宜蘭縣境現存之釀酒集水設施，可保存活化成為重要的戶外教學場域。

## 引用資料
1. ↑  . 文化部文化資產局. （原始内容存档于2019-08-16）.